# 大野天満宮
大野天満宮（おおのてんまんぐう）は、千葉県市川市にある日蓮宗の寺院の本光寺の境内に鎮座する神社（境内社）。

## 起源と歴史
938年（天慶元年）、平将門が京都の北野天満宮をこの地に勧請したものであると伝えられる。菅原道真公の像を描いた掛け軸に、その由来を記したものが残されている。また、日蓮聖人御開眼とも記されている。

## 祭神
- 天満大自在天神（学問の神様 菅原道真）
- 清正公大神祇（必勝の神様 加藤清正）

## 交通アクセス
- JR武蔵野線 市川大野駅から徒歩2分。
- 京葉道路 京葉市川インターチェンジ・原木インターチェンジから約20分。